# Cantón del Crès
El cantón del Crès es una circunscripción electoral francesa, situada en el departamento del Hérault, de la región Occitania.

## Composición
El cantón del Crès agrupa 11 comunas :
1. Le Crès
2. Baillargues
3. Beaulieu
4. Castries
5. Montaud
6. Restinclières
7. Saint-Brès
8. Saint-Drézéry
9. Saint-Geniès-des-Mourgues
10. Sussargues
11. Vendargues

|  |  |